# Lali (álbum)
Lali é o quinto álbum de estúdio da cantora argentina Lali Espósito. Foi lançado em 13 de abril de 2023 pela Sony Music Entertainment. O álbum foi escrito principalmente por Lali, Galán e Mauro De Tommaso, que também o produziu.
O álbum marca o retorno de Lali às origens da música pop depois de explorar sons latinos como reggaeton e trap em seus discos anteriores Brava (2018) e Libra (2020). Destacou-se por revisitar múltiplos sons e elementos da música pop do final dos anos noventa e início dos dois mil e por fazer inúmeras referências à cultura pop. Foi definido por Lali como seu "álbum mais pessoal e sincero até hoje".

## Antecedentes
Em novembro de 2020, Lali lançou seu quarto álbum de estúdio, Libra, considerado o seu "mais urbano" até hoje. O álbum encontrou a cantora buscando um equilíbrio entre seu som pop característico, que ela definiu como sua "essência", e novos elementos urbanos que vinha incorporando à sua música desde Brava (2018). Com as restrições do COVID-19 ainda em vigor, a cantora não conseguiu fazer uma turnê adequada para Libra, então decidiu se concentrar em projetos de atuação e televisão. Em 2021, começou a filmar a terceira temporada de Sky Rojo, a minissérie El Fin del Amor e o reality show La Voz Argentina.
Algum tempo depois, Lali conheceu Mauro de Tommaso e Martín D'Agosto, também conhecido como Galán. De Tommaso expressou que sempre quis trabalhar com Lali porque é fã de Max Martin e da música que produziu para artistas como Britney Spears, Backstreet Boys, Katy Perry e Taylor Swift. Ele também foi o encarregado de apresentar Lali a Galán e convidá-lo para trabalharem juntos. Galán, um fã dedicado de Spears, sempre sentiu que não havia ninguém na cena musical argentina fazendo música pop. No entanto, ele começou a prestar atenção em Lali quando ela estreou como cantora solo porque ela estava fazendo aquele som pop que ele amava. Galán acrescentou: "Como gay, eu queria consumir uma diva [e] Lali se encaixa bem nesse papel: ela canta bem, dança bem e tem interesse estético. Você vê os vídeos do primeiro disco e eles são pop. São vídeos alla Britney [Spears]. Lali preenche todos os requisitos para uma fantasia de diva gay." Ele também disse que se conectou perfeitamente com Lali desde o início porque os dois perceberam que cresceram ouvindo a mesma música. O trio formado por Lali, Galán e De Tommaso autodenomina-se "O Triunvirato do Pop" e assumiu a missão de levar o pop local ao patamar do que sempre consumiram de "estrangeiros".
As gravações do álbum começaram em maio de 2021. De Tommaso admitiu que foi ele quem propôs a Lali fazer um álbum como Blackout (2007) de Britney Spears. Eles não queriam que soasse como Blackout, mas o tomaram como um exemplo do que o disco significava para Spears: uma mudança no som, uma transição. Tanto Galán como De Tommaso sentiram que, tal como o álbum da cantora norte-americana, o quinto álbum de estúdio de Lali devia representar "uma expressão de liberdade depois de ter passado por outros álbuns em que seguiu mais instruções" e já estavam convencidos de que o título de o álbum tinha que ter o nome da própria Lali.
Em 22 de dezembro de 2021, Lali compartilhou um pequeno vídeo de apenas 30 segundos em suas redes sociais anunciando seu retorno musical, onde podiam ser vistas algumas prévias de seus próximos lançamentos e as palavras "Lali 2022", dando a entender que um novo viria. música ano que vem.

## Conceito e título
Tematicamente, [Lali] revela seu lado mais pessoal e onipresente, com sua capacidade de superar uma separação com a mão na cintura, mas também valorizando sua autoestima e exigindo seu diamante. Lali é um recorde de sair à noite vomitando purpurina pra todo lado, com o que ela serve, não importa o que aconteça.

Parte da descrição do álbum no Apple Music.
Lali é “uma ode ao pop” em que a cantora revisita muitas das influências musicais de que se alimentou ao longo da sua vida. Descrito como seu "álbum mais pop", apresenta vários sons e elementos da música pop do final dos anos 1990 e início dos anos 2000. Dentre estes, é possível identificar a forte influência de artistas que dominaram o período como Britney Spears, NSYNC e Jennifer Lopez, entre outros.
O álbum se titulou em homenagem à própria Lali «no por mera devoción egocéntrica», mas porque é o seu «mais sincero». Em uma entrevista para a GQ Espanha, Lali disse: «es [o álbum] que mais me representa e, de alguma maneira, todo meu caminho desde que era niña». Em nota semelhante, o cantor expressou a Los 40 que elegeu o título porque «cirra uma etapa de [su] vida» e agregou: «Tengo treinta y un [años] y queria que cerrara esa etapa y ese camino recorrido hasta hoy» y que «este disco define a esa Lali que trabajó tanto para llegar a este quinto álbum».

### Capa
Em 30 de março de 2023, duas semanas antes do lançamento, Lali revelou a capa, a estética e a data de lançamento do álbum por meio de sua conta oficial do Spotify. Nele, Lali pode ser vista em pé no centro da capa vestida com um piloto preto emborrachado e com os cabelos presos em um coque desarmado olhando para o lado com uma faixa de pedestres e prédios desfocados ao fundo. Após a publicação da arte da capa, ela recebeu comentários mistos. Por parte de seus seguidores, ele obteve grande aceitação, muitos deles até lembraram da capa de Let Go, álbum de estreia de Avril Lavigne, e por outro, muitos usuários das redes sociais começaram a comentar que ele havia plagiado as capas do álbum autointitulado de Lavigne e Dua Lipa, eles até a acusaram de copiar a fonte da cantora britânica. Ignacio Ferreyra da revista XMAG comparou-o ao vídeo de "2 Become 1" das Spice Girls.

## Musica e letra
Lali consiste em treze faixas, das quais duas são rotuladas como explícitas. O disco marca o primeiro álbum de Lali a não conter nenhum artista em destaque desde Soy (2016). Musicalmente, Lali é "o álbum mais pop da cantora em que combina sons dos anos 2000 com hyperpop, dance e EDM".

### Composição e produção
O álbum foi inteiramente escrito por Lali, Martín D'Agosto e Mauro De Tommaso. O trio se autodenominava "O Triunvirato do Pop". Apenas "Disciplina" e "Diva" têm um escritor adicional, Danilo Amerise Díaz. A produção do álbum foi inteiramente feita por De Tommaso. Diaz também atua como co-produtor nas duas faixas que ajudou a escrever, enquanto Jean Luka co-produziu "KO" e Lex Luthorz esteve envolvido na produção de "Diva". Esse número reduzido de produtores contrasta fortemente com seu álbum anterior, Libra (2020), para o qual Lali trabalhou com produtores diferentes para cada música. Questionada sobre a produção de Libra em entrevista em 2020, Lali disse: “Resolvi entrar em estúdio todos os dias com um produtor diferente, um compositor diferente, com pessoas que tinham ideias diferentes do compositor do dia anterior, querendo fazer música que não lembra o que ele havia feito dois dias antes".
Liricamente, o álbum "tem a ver com a busca emocional e sexual-afetiva [de Lali]". Em uma entrevista em outubro de 2022 para Shangay, Lali brincou que o álbum nasceu de suas experiências na vida noturna e tinha muito a ver com ter morado na Espanha por algum tempo, acrescentando: "Me deparei com uma Lali um tanto hipócrita. tinha muitos medos e se culpava. Então é um disco muito sincero que reflete a minha busca neste momento."

## Promoção

### Apresentações ao vivo
A promoção do álbum começou em 1º de maio de 2022, quando Lali cantou "Disciplina" pela primeira vez no nono Prêmio Platino anual. A partir de 23 de junho de 2022, a cantora incluiu "Disciplina", "Diva", "Como Tú" e "N5" ao repertório do show inicial da turnê musical Disciplina Tour. Em 10 de agosto de 2022, ela cantou os quatro primeiros singles do álbum no festival virtual "Sounds on TikTok". Em 26 de fevereiro de 2023, Lali disputou a final da Kings League, disputada no Estádio Camp Nou, em Barcelona, Espanha. Lá, ele cantou "Disciplina", "N5" e "Motiveishon".

## Recepção critica
Em uma crítica positiva para a Rolling Stone, Juana Giaimo escreveu: "Lali é um álbum cheio de paixão - paixão pela dança, paixão sexual, paixão artística; não importa o que aconteça, sua voz transborda de energia e, principalmente, voracidade" e chamou-o de um álbum "ambicioso" porque "vai além das diferentes vertentes da [música] pop" e "suas letras também são sobre ser ambicioso, ficar mais alto e ter uma vida alegre". Da mesma forma, Lupe Torres, do La Nación, disse que o álbum "pretende soar fresco e apresenta uma proposta artística com uma estética atraente e uma coreografia hipnotizante" ao nomear Lali a "rainha do pop argentino". Belén Fourment do El País Uruguai comparou o quinto álbum de Lali ao fim de uma caça ao tesouro, dizendo: "Se o que [Lali] vinha construindo desde seu álbum de estreia A Bailar era um caminho persistente, às vezes errático mas sempre determinado, de escavação interna e insistência, Lali é o baú com tudo o que tem dentro: um álbum como uma identidade que abraça as referências, reconhece os pilares e, a partir deles, se firma na sua singularidade”.

## Lista de faixas
| Lali           |                        |                                                   |                                |         |  |
| N.º            | Título                 | Compositor(es)                                    | Produtor(es)                   | Duração |  |
| 1.             | "Obsesión"             | Mariana Espósito Martín D'Agosto Mauro De Tommaso | Mauro De Tommaso               | 3:11    |  |
| 2.             | "Disciplina"           | Espósito D'Agosto De Tommaso Danilo Amerise Díaz  | De Tommaso Danilo Amerise Díaz | 2:37    |  |
| 3.             | "Cómprame un Brishito" | Espósito De Tommaso D'Agosto                      | De Tommaso                     | 2:24    |  |
| 4.             | "KO"                   | Espósito De Tommaso D'Agosto                      | De Tommaso Jean Luka           | 2:51    |  |
| 5.             | "2 Son 3"              | Espósito De Tommaso D'Agosto                      | De Tommaso                     | 2:45    |  |
| 6.             | "Incondicional"        | Espósito De Tommaso D'Agosto                      | De Tommaso                     | 2:32    |  |
| 7.             | "Quiénes Son?"         | Espósito De Tommaso D'Agosto                      | De Tommaso                     | 2:42    |  |
| 8.             | "Diva"                 | Espósito De Tommaso Díaz D'Agosto                 | De Tommaso Díaz Lex Luthorz    | 3:06    |  |
| 9.             | "N5"                   | Espósito De Tommaso D'Agosto                      | De Tommaso                     | 2:34    |  |
| 10.            | "Ahora"                | Espósito De Tommaso D'Agosto                      | De Tommaso                     | 2:36    |  |
| 11.            | "Motiveishon"          | Espósito De Tommaso D'Agosto                      | De Tommaso                     | 2:38    |  |
| 12.            | "Como Tú"              | Espósito De Tommaso D'Agosto                      | De Tommaso                     | 2:46    |  |
| 13.            | "Sola"                 | Espósito De Tommaso D'Agosto                      | De Tommaso                     | 2:50    |  |
| Duração total: | Duração total:         | Duração total:                                    | Duração total:                 | 35:38   |  |

## Desempenho nas paradas musicais
Antes de seu lançamento, o álbum estreou no topo da parada de álbuns uruguaios em sua edição de março. O álbum conseguiu isso com apenas uma semana de rastreamento de pré-venda, pois ficou disponível para pré-venda em 23 de março de 2023, e o período de rastreamento durou de 1º a 31 de março. Na Argentina, o álbum Lali estreou diretamente no topo da Argentina Albums Chart com apenas três dias de publicação e permaneceu nessa posição por cinco semanas consecutivas.

### Paradas semanais
| Parada (2023)     | Melhor posição |
| ----------------- | -------------- |
| Argentina (CAPIF) | 1              |
| Uruguai (CUDISCO) | 1              |